# Lee De Forest
Lee De Forest (n. 26 august 1873, Council Bluffs⁠(d), Iowa, SUA – d. 30 iunie 1961, Hollywood, California, SUA) a fost un inventator american. Studiile le-a făcut la Universitatea Yale. Contribuțiile sale remarcabile privesc în special domeniul radiotehnicii și al electronicii. Este inventatorul triodei cu vid, pe care o denumește „audion” și o descrie în patentul obținut la 25 oct. 1906 ca „un dispozitiv cu trei electrozi pentru amplificarea curenților electrici foarte slabi”. În 1907, brevetează un circuit de detecție pur electronic, utilizând trioda. A construit, de asemenea, unul dintre primele radioreceptoare cu amplificatoare cu tuburi (3 etaje legate în cascadă) și difuzor (1909). A descoperit, în același timp cu E.H. Armstrong, I. Langmuir (în S.U.A.) și  A. Meissner (în Germania), dar independent de aceștia, funcția de oscilator a triodei și realizează, în 1912, un circuit cu reacție cu triodă folosit ca generator, ceea ce a reprezentat una dintre cele mai de seamă cuceriri în domeniul electronicii. Cele peste 300 de invenții în domeniile telegrafiei fără fir, radiotehnicii, contribuția sa esențială la extinderea, generalizarea radiodifuziunii i-au făcut pe unii contemporani să-i acorde titlul de „părinte al radioului”.